# Урманкуль
Урманкуль (баш. Урманкүл) — деревня в Казанчинском сельсовете Аскинского района Республики Башкортостан России.

## Население
| 2002 | 2009 | 2010 |
| ---- | ---- | ---- |
| 169  | ↘165 | ↘147 |

Согласно переписи 2002 года, преобладающие национальности — татары (44 %), башкиры (55 %).

## Географическое положение
Расстояние до:
- районного центра (Аскино): 37 км,
- центра сельсовета (Старые Казанчи): 2 км,
- ближайшей железнодорожной станции (Куеда): 73 км.